# Once Twice Melody
Once Twice Melody är det åttonde studioalbumet av den amerikanska drömpopduon Beach House. Skivan släpptes av Sub Pop den 18 februari 2022 och är ett dubbelalbum med 18 låtar uppdelade i fyra kapitel. Bandet släppte det första kapitlet, bestående av albumets första fyra låtar, den 10 november 2021.

## Låtlista
Alla låtar är skrivna och komponerade av Beach House. 
| Nr           | Titel               | Längd |
| ------------ | ------------------- | ----- |
| 1.           | Once Twice Melody   | 4:44  |
| 2.           | Superstar           | 6:08  |
| 3.           | Pink Funeral        | 4:56  |
| 4.           | Through Me          | 5:48  |
| 5.           | Runaway             | 4:23  |
| 6.           | ESP                 | 3:48  |
| 7.           | New Romance         | 4:12  |
| 8.           | Over and Over       | 7:11  |
| 9.           | Sunset              | 3:59  |
| 10.          | Only You Know       | 4:49  |
| 11.          | Another Go Around   | 3:41  |
| 12.          | Masquerade          | 4:42  |
| 13.          | Illusion of Forever | 3:49  |
| 14.          | Finale              | 4:34  |
| 15.          | The Bells           | 4:30  |
| 16.          | Hurts to Love       | 4:05  |
| 17.          | Many Nights         | 4:16  |
| 18.          | Modern Love Stories | 4:53  |
| Total längd: | Total längd:        | 84:28 |